# Бельмар, Анни
Анни́ Бельма́р (фр. Annie Bellemare; род. 2 января 1980, Лаваль, Квебек) — канадская фигуристка. Она является бронзовым призёром турнира «Четыре континента» 2000 года и пятикратным медалистом национального чемпионата Канады.

## Карьера
Бельмар было двенадцать, когда она выполнила свой первый тройной сальхов.
В начале карьеры её тренировал Жозе Норман. К 2000 году её тренером стал Стефан Иверс, который кардинально изменил технику тройных прыжков Анни.
Бельмар выиграла свою первую национальную медаль, серебро, в 1999 году. В 2001 году она единственный раз в своей карьере принимала участие в Чемпионат мира по фигурному катанию 2001 чемпионате мира, но заняла лишь двадцать первое место.
Последний раз она участвовала в соревнованиях на Кубке Бофроста  в 2004 году, выиграв бронзу. Анни ушла из спорта в 2005 году.

## Личная жизнь
Анни является частью уважаемой в Канаде семьи Бельмар, многие члены которой — успешные политики, юристы, учёные.
После окончания средней школы она училась в колледже Эдуара-Монпети в городе Лонгёй. Позднее Энн получила диплом по управлению маркетингом в Технологическом институте Британской Колумбии, сертификат по деловым коммуникациям в Университете Квебека в Монреале и степень бакалавра коммерции в Университете Роял Роудс. В настоящее время бывшая спортсменка живёт в Оттаве и руководит бизнесом. Она вышла замуж за профессионального хоккейного функционера Брайана Морриса 6 августа 2011 года в Оттаве. У пары двое сыновей.